# Bramall Lane
Bramall Lane är en fotbolls- och rugbyarena i Sheffield, England och hemmaarena för fotbollslaget Sheffield United FC samt rugbylaget Sheffield Eagles. Den invigdes 30 april 1855 och har sedan dess byggts ut ett antal gånger och har idag en kapacitet av 32 702 sittande åskådare. Arenan är idag den äldsta större arenan i världen där det fortfarande spelas professionell fotboll.
Det har även spelats landskamper i fotboll samt cricket på arenan. 2 st Bruce Springsteen konserter arrangerades 1988 och 88 000 människor kom för att titta.